# Slaget vid Bergen (1759)
Slaget vid Bergen den 13 april 1759 utkämpades nära Frankfurt am Main under sjuårskriget mellan en fransk armé under de Broglie mot en allierad armé från Storbritannien, Hannover, Hessen och Braunschweig under hertig Ferdinand av Braunschweig.  

## Bakgrund
Efter vinteruppehåll fortsatte kriget under år 1759 och sent i mars tågade hertig Ferdinand mot Frankfurt, där fransmännen hade en bas vid floden Main. Målet var att driva ut fransmännen från Westfalen och ta initiativet före de allierade. Mot månadsslutet bestod hans armé av omkring 27 000 man i grupper om tre divisioner. En division kommenderades av Erbprinz, en annan av prins av Isenburg och den tredje av hertigen av Holstein-Gottorp.
Operationerna utfördes genom att erövra Fulda och Meiningen från kejsarnas trupper under fältmarskalk von Zweybrücken. Efter att kejsararmén gått in i Böhmen, gick Ferdinand in i Hessen och hoppades på att möta Broglies trupper innan de fick förstärkningar. 
Broglie hann förstärka sina trupper med en kontingent av sachsare under general von Dyherrn tillsammans med andra franska regementen som han fick tag i. Han placerade en liten armé vid fästningsstaden Bergen och iakttog hur situationen utvecklade sig. 

## Slagfältet
Slagfältet var lämpat för defensiv krigföring. Bergen med dess stadsmurar låg på toppen av sluttningen över flodslätten till Main och därmed kunde de inte gå till angrepp på denna flank. Nordväst om staden låg Berger-Warte, en låg höjd som dominerade mitten av området, och på toppen av åsen stod (och som än idag står) ett äldre torn. Till vänster om detta låg staden Vilbel vid floden Nidda, och flodslätten intill var täckt av en stor skog. 
Broglie placerade en stor del av infanteriet i och bakom Bergen. Till vänster satte han infanteriet i skogen bakom den sachsiska kontingenten, samt en del av kavalleriet. Han satte det mesta av artilleriet i mitten i åtta olika batterier. Bakom kanonerna satte han det mesta av kavalleriet och reserverna.

## Slaget
Ferdinands armé kom till slagfältet i omgångar. Ferdinand själv kom tillsammans med förtruppen, kommenderad av arvprinsen. Efter att Ferdinand felaktigt trott att fransmännen inte var helt formerade ännu gav han order om angrepp, utan att vänta på de två andra divisionerna. 
Trots de höga oddsen erövrades staden Vilbel före klockan åtta av Freytags infanteri och Am Hohen Steins, en annan låg ås strax öster om Berger-Warte, hade blivit ockuperad. Ferdinand antog att Bergen var nyckeln till ställningen och klockan 8:30 gav han order om att gå till angrepp mot staden. Det första angreppet gick bra och de franska styrkorna drevs från de häckar och frukthagar som de stod i och tillbaka till staden. Broglie skickade in förstärkningar som skulle delta i striden mot de allierade och drev tillbaka dem. 
Klockan 10 hade prins Isenburgs division anlänt. Isenburg skickade tillbaka sina soldater till striden och drev återigen tillbaka fransmännen till Bergen. Broglie slog tillbaka med flera förstärkningar och de allierade kördes tillbaka en gång till. Isenburg själv dödades efter att ha försökt att samla sina män. Därmed var Ferdinand själv kvar att få ordning i sina trupper. 
Nu gick slaget mot sitt slut. När Broglie ledde reserverna och sitt kavalleri framåt, insåg Ferdinand fiendearméns storlek. Dessutom var det franska artilleriet inställt på att träffa sina mål och tvinga den allierade armén tillbaka till Am Hohen Stein. Efter att Holstein-Gottorps division till slut anlänt till slagfältet, avbröt fransmännen ett nytt angrepp och slaget blev till en artilleriduell som varade till efter att mörkret sänkt sig, då de allierade drog sig bort. Även om det var en klar fransk seger följde inte Broglie efter Ferdinand, som lyckades ta tillbaka sin armé till Minden.

## Resultat
Detta var Ferdinands största nederlag och även hans svåger, Fredrik den store uttryckte medlidande och försökte uppmuntra honom. Ferdinand återhämtade sig dock, och var åter i strid redan samma år i slaget vid Minden. De allierades förluster var 415 döda, 1 770 skadade och 188 saknade. Fransmännen förlorade 500 soldater och 1 300 skadades. 